# 加特曼-科赫反应
加特曼-科赫反应是一个有机化学反应，由德国化学家路德维希·加特曼（Gattermann L）和尤利乌斯·科赫（Koch J A）发现。此反应属于傅-克酰基化反应一类，是合成苯甲醛和其他一系列芳香醛的一条重要途径。此反应在一步中完成以一氧化碳和盐酸为原料制备甲酰氯，并将其用于苯环氢的甲酰基取代，成为苯甲醛或其衍生物的过程。反应的催化剂为作为路易斯酸的氯化铝以及作为一氧化碳吸收剂的痕量氯化亚铜。